# Herrarnas lagförföljelse i bancykling vid olympiska sommarspelen 2012
Herrarnas lagförföljelse i bancykling vid olympiska sommarspelen 2012 avgjordes mellan den 2 och 3 augusti i London. Storbritannien lyckades försvara sitt OS-guld från 2008. 
Världsrekordet bröts vid två tillfällen. I finalen mellan Storbritannien och Australien lyckades Ed Clancy, Geraint Thomas, Steven Burke och Peter Kennaugh vinna herrarnas turnering i lagförföljelse på tiden 3 minuter och 51,659 sekunder, som blev det nya världsrekordet.
Turneringen hölls vid London Velopark vars velodrom är 250 m lång.

## Medaljörer
| Event                    | Guld                                                                | Silver                                                             | Brons                                                        |
| Herrarnas lagförföljelse | Storbritannien Ed Clancy Geraint Thomas Steven Burke Peter Kennaugh | Australien Jack Bobridge Glenn O'Shea Rohan Dennis Michael Hepburn | Nya Zeeland Sam Bewley Westley Gough Marc Ryan Jesse Sergent |

## Deltagare
| Lag           | Tävlande                                                            |
| ------------- | ------------------------------------------------------------------- |
| Australien    | Jack Bobridge Glenn O'Shea Rohan Dennis Michael Hepburn             |
| Belgien       | Gijs van Hoecke Dominique Cornu Jonathan Dufrasne Kenny De Ketele   |
| Colombia      | Juan Arango Edwin Avila Arles Castro Weimar Roldán                  |
| Danmark       | Lasse Norman Hansen Michael Mørkøv Rasmus Quaade Casper von Folsach |
| Nederländerna | Levi Heimans Jenning Huizenga Wim Stroetinga Tim Veldt              |

| Lag            | Tävlande                                                  |
| -------------- | --------------------------------------------------------- |
| Nya Zeeland    | Sam Bewley Westley Gough Marc Ryan Jesse Sergent          |
| Ryssland       | Evgeny Kovalev Ivan Kovalev Alexei Markov Alexander Serov |
| Spanien        | Pablo Bernal Sebastian Vedri David Juaneda Albert Barcelo |
| Storbritannien | Ed Clancy Geraint Thomas Steven Burke Peter Kennaugh      |
| Sydkorea       | Choi Seung-Woo Jang Sun-Jae Park Keon-Woo Park Seon-Ho    |

## Resultat
| P  | Lag            | Tid      |
| -- | -------------- | -------- |
| 1  | Storbritannien | 3.52,499 |
| 2  | Australien     | 3.55,694 |
| 3  | Nya Zeeland    | 3.57,607 |
| 4  | Danmark        | 3.58,298 |
| 5  | Ryssland       | 3.59,264 |
| 6  | Spanien        | 4.02,113 |
| 7  | Colombia       | 4.03,712 |
| 8  | Nederländerna  | 4.03,818 |
| 9  | Belgien        | 4.04,053 |
| 10 | Sydkorea       | 4.07,210 |

| H | P | Lag            | Tid      |
| - | - | -------------- | -------- |
| 4 | 1 | Storbritannien | 3.52,743 |
| 3 | 2 | Australien     | 3.54,317 |
| 3 | 3 | Nya Zeeland    | 3.56,442 |
| 2 | 4 | Ryssland       | 3.57,237 |
| 4 | 5 | Danmark        | 3.57,396 |
| 1 | 6 | Spanien        | 3.59,520 |
| 2 | 7 | Nederländerna  | 4.04,029 |
| 1 | 8 | Colombia       | 4.05,485 |

| P | Lag            | Tid      |
| - | -------------- | -------- |
| 1 | Storbritannien | 3.51,659 |
| 2 | Australien     | 3.54,581 |
| 3 | Nya Zeeland    | 3.55,952 |
| 4 | Ryssland       | 3.58,282 |

Noter
 – Världsrekord